# Tébar (kommunhuvudort)
Tébar är en kommunhuvudort i Spanien.   Den ligger i provinsen Provincia de Cuenca och regionen Kastilien-La Mancha, i den centrala delen av landet, 170 km sydost om huvudstaden Madrid. Tébar ligger 881 meter över havet och antalet invånare är 406.
Terrängen runt Tébar är huvudsakligen platt, men söderut är den kuperad. Runt Tébar är det glesbefolkat, med 13 invånare per kvadratkilometer. Närmaste större samhälle är Sisante, 10,6 km söder om Tébar. Trakten runt Tébar består till största delen av jordbruksmark.